# Evolução do cérebro
Os princípios que governam a evolução da estrutura cerebral não são bem compreendidos. Quanto maior o cérebro de um animal, maior sua inteligência, entretanto, o tamanho do cérebro para o corpo aumenta de forma alométrica. Mamíferos de pequeno porte têm cérebros relativamente grandes em comparação com seus corpos, enquanto mamíferos de grande porte (como as baleias) têm menores proporções de cérebro para corpo. Se o peso do cérebro for plotado em relação ao peso corporal dos primatas, a linha de regressão dos pontos da amostra pode indicar o poder cerebral de uma espécie de primata. Os lêmures, por exemplo, caem abaixo desta linha, o que significa que, para um primata de tamanho equivalente, esperamos um tamanho maior do cérebro. Os seres humanos estão bem acima da linha, indicando que os seres humanos são mais encefalizados que os lêmures. Na verdade, os humanos são mais encefálicos do que todos os outros primatas.

## Desenvolvimento do cérebro
Uma abordagem para entender a evolução global do cérebro é usar uma linha do tempo paleoarqueológica para traçar a necessidade de complexidade sempre crescente em estruturas que permitem a sinalização química e elétrica. Como os cérebros e outros tecidos moles não se fossilizam tão prontamente quanto os tecidos mineralizados, os cientistas muitas vezes procuram outras estruturas como evidência no registro fóssil para obter uma compreensão da evolução do cérebro. Isso, no entanto, leva a um dilema, pois o surgimento de organismos com sistemas nervosos mais complexos, com ossos protetores ou outros tecidos protetores que podem então fossilizar prontamente, ocorre no registro fóssil antes que evidências de sinalização química e elétrica. Evidências demonstraram que a capacidade de transmitir sinais elétricos e químicos existia mesmo antes de formas de vida multicelulares mais complexas.  É possível, no entanto, a fossilização do cérebro, ou outros tecidos moles, e os cientistas podem inferir que a primeira estrutura cerebral apareceu pelo menos 521 milhões de anos atrás.
Uma tendência na evolução do cérebro, de acordo com um estudo feito com camundongos, galinhas e macacos, concluiu que espécies mais evoluídas tendem a preservar as estruturas responsáveis por comportamentos básicos. Um estudo humano de longo prazo comparando o cérebro humano ao cérebro primitivo descobriu que o cérebro humano moderno contém a região primitiva do rombencéfalo - o que a maioria dos neurocientistas chama de cérebro protoreptiliano. O objetivo dessa parte do cérebro é sustentar as funções homeostáticas fundamentais. A ponte e a medula são estruturas importantes encontradas lá. Uma nova região do cérebro desenvolvida em mamíferos cerca de 250 milhões de anos após o surgimento do cérebro posterior. Naturalmente, animais que não são vertebrados também têm cérebros, e seus cérebros passaram por histórias evolutivas separadas.
Uma característica fundamental do córtex é que, como ele escala com a área da superfície, "mais" dele pode caber dentro de um crânio, introduzindo circunvoluções, da mesma forma que um guardanapo pode ser colocado em um copo ao ser dobrado. O grau de dobraduras é geralmente maior nas espécies mais evoluídas, que se beneficiam do aumento da área de superfície.  O córtex cerebelar humano é finamente retorcido, muito mais do que o córtex cerebral. Seus tratos de fibras axonais interiores são chamados de arbor vitae.
A área do cérebro com a maior quantidade de mudança evolutiva recente é chamada de cerebrum. Em répteis e peixes, essa área é chamada de pálio e é menor e mais simples em relação à massa corporal do que a encontrada nos mamíferos. Segundo a pesquisa, o cerebrum se desenvolveu há cerca de 200 milhões de anos. O neocórtex é uma elaboração ou conseqüência de estruturas no sistema límbico, com as quais ele é fortemente integrado.

## Papel da embriologia na evolução do cérebro
Além de estudar o registro fóssil, a história evolutiva pode ser investigada via embriologia. Um embrião é um animal não nascido/não eclodido e a história evolutiva pode ser estudada observando-se como os processos no desenvolvimento embrionário são conservados (ou não conservados) entre as espécies. Similaridades entre diferentes espécies podem indicar conexão evolutiva. Uma maneira pela qual os antropólogos estudam a conexão evolutiva entre as espécies é observando os ortólogos. Um ortólogo é definido como dois ou mais genes homólogos entre espécies que são evolutivamente relacionadas por descendência linear.

## Fatores genéticos que contribuem para a evolução moderna
Pesquisadores sugeriram que existem genes específicos que controlam o tamanho do cérebro humano. Esses genes continuam a desempenhar um papel na evolução do cérebro, implicando que o cérebro continua a evoluir. O estudo começou com os pesquisadores avaliando 214 genes que estão envolvidos no desenvolvimento do cérebro. Esses genes foram obtidos de humanos, macacos, ratos e camundongos. Outros pesquisadores notaram pontos nas seqüências de DNA que causaram alterações proteicas. Essas mudanças no DNA foram então escaladas para o tempo evolucionário necessário para que essas mudanças ocorressem. Os dados mostraram que os genes no cérebro humano evoluíram muito mais rapidamente que os das outras espécies. Uma vez que essa evidência genômica foi adquirida, uma equipe de pesquisas decidiu encontrar o gene ou genes específicos que permitiram ou até controlaram essa rápida evolução. Dois genes  encontrados  controlam o tamanho do cérebro humano, uma vez que se desenvolve. Esses genes são Microcefalina e Microcefalia Anormal Tipo Parafuso.  Estudos mostraram que a Microcephalin sofreu uma rápida evolução ao longo da linhagem de primatas que eventualmente levou ao surgimento do Homo sapiens. Após o surgimento dos humanos, Microcephalin parece ter mostrado uma taxa de evolução mais lenta. Pelo contrário, o ASPM mostrou sua evolução mais rápida nos últimos anos da evolução humana, uma vez que a divergência entre chimpanzés e humanos já havia ocorrido.   Cada uma das seqüências gênicas passou por mudanças específicas que levaram à evolução dos humanos de parentes ancestrais. Essa vantagem comparativa é acoplada a um tamanho maior do cérebro que, em última análise, permite que a mente humana tenha uma consciência cognitiva superior.

## Papel do pai na evolução do cérebro
As espécies de mamíferos com cérebros grandes são mais inteligentes que os mamíferos de cérebro pequeno. Em qualquer caso, o desenvolvimento de um cérebro grande inclui algumas perdas significativas: um bebê gasta cerca de dois terços de sua energia no suprimento de nutrientes para seu cérebro. Essa enorme quantidade de energia deve estar continuamente disponível na forma de leite e, mais tarde, através da ingestão de alimentos. As fêmeas de muitas espécies de animais com cérebros grandes não podem suportar os custos energéticos de criar descendentes por conta própria - elas dependem de ajuda adicional.
Espécies animais com cuidado paternal de descendentes estão especialmente prontas para energeticamente adquirir cérebros maiores. A ajuda de outros membros do grupo é muito menos essencial para a evolução de um cérebro grande. Cientistas analisaram os tamanhos cerebrais e o grau e a frequência dos cuidados paternos e aloparentais em cerca de 480 espécies de mamíferos. Ele demostrou que uma fêmea não pode energicamente proporcionar descendentes com cérebros grandes, a menos que ela possa contar com ajuda, e essa ajuda confiável só vem do pai.

## Evolução do cérebro humano

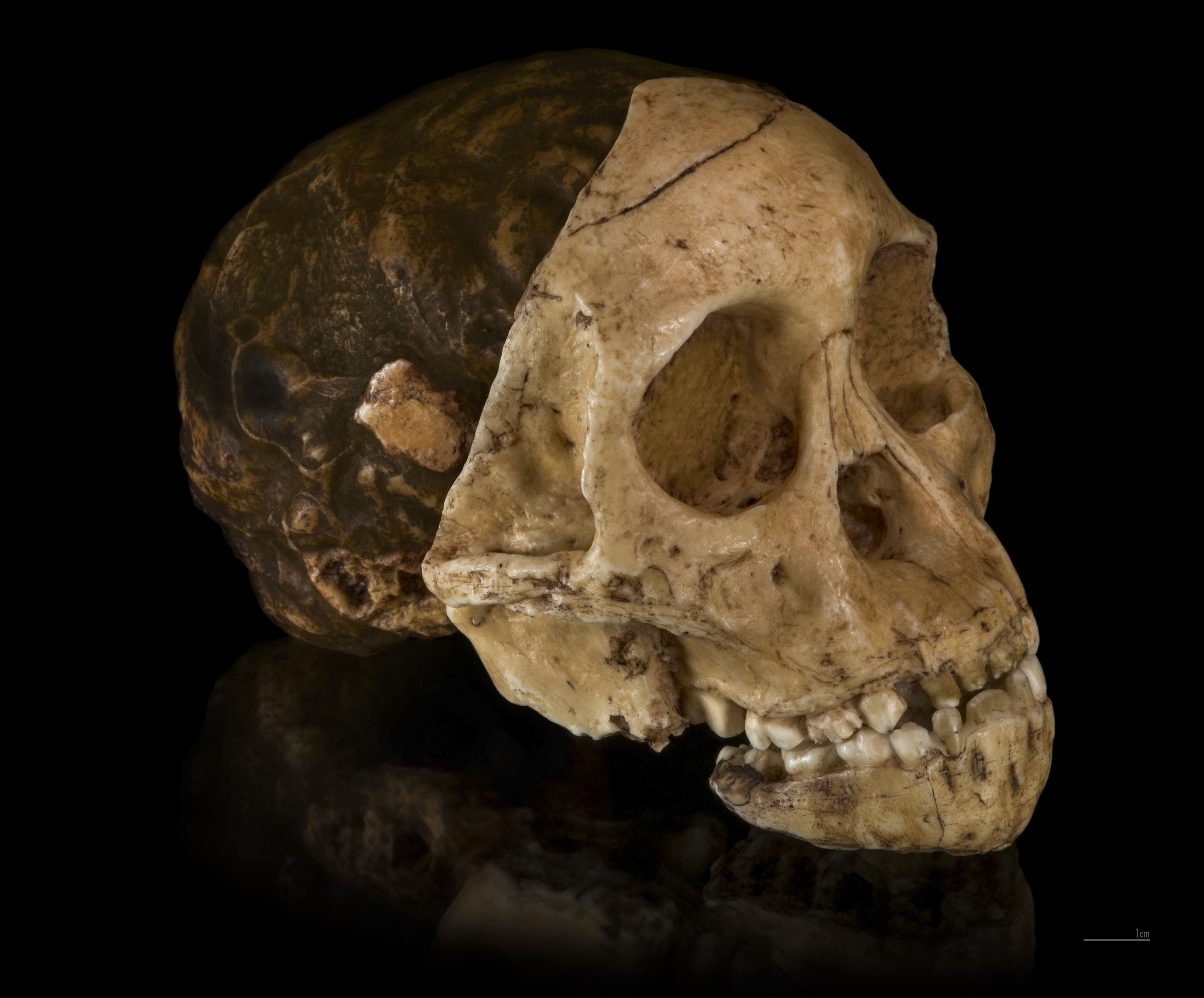
Um endocaste natural do cérebro da Criança de Taung, um jovem Australopithecus africanus, com a porção facial do crânio anexada

Um desses métodos é observar o molde endocranial (também conhecido como endocaste). As endocastes ocorrem quando, durante o processo de fossilização, o cérebro se deteriora, deixando um espaço que é preenchido pelo material sedimentar circundante. Estes moldes, dão uma impressão do revestimento da cavidade cerebral, que permite uma visualização do que estava lá. Essa abordagem, no entanto, é limitada em relação a quais informações podem ser coletadas. A informação recolhida dos endocastes é limitada principalmente ao tamanho do cérebro (capacidade cranial ou volume endocranial), sulcos proeminentes e giros, e tamanho dos lóbulos ou regiões dominantes do cérebro. Embora os endocastes sejam extremamente úteis na revelação da anatomia superficial do cérebro, eles não podem revelar a estrutura do cérebro, particularmente de áreas cerebrais mais profundas. Ao determinar métricas de escala de capacidade cranial relacionadas ao número total de neurônios presentes em primatas, também é possível estimar o número de neurônios através de evidências fósseis.
A história evolutiva do cérebro humano mostra principalmente o cérebro gradualmente maior em relação ao tamanho do corpo durante o caminho evolutivo dos primatas primitivos para os hominídeos e, finalmente, para o Homo sapiens. Essa tendência que levou ao tamanho atual do cérebro humano indica que houve um fator de aumento de 2-3 nos últimos 3 milhões de anos.. Isso pode ser visualizado com os dados atuais sobre a evolução dos hominídeos, começando com o Australopithecus - um grupo de hominídeos dos quais os seres humanos provavelmente descendem.  Australopiths viveu de 3,85-2,95 milhões de anos atrás com a capacidade craniana geral em algum lugar perto do chimpanzé existente - em torno de 300–500 cm3 Considerando que o cérebro humano moderno pesa cerca de 1.352 cm3 em média, isso representa uma quantidade substancial de massa cerebral evoluída. Estima-se que os australopitos tenham uma contagem total de neurônios de aproximadamente 30-35 bilhões.
Progredindo ao longo da linha do tempo ancestral humana, o tamanho do cérebro continua a aumentar progressivamente (ver Homininae) quando se muda para a era do Homo. Por exemplo, o Homo habilis, que viveu de 2,4 milhões a 1,4 milhão de anos atrás e parece ser a primeira espécie Homo baseada em uma série de características, tinha uma capacidade craniana de cerca de 600 cm3. Estima-se que o Homo habilis tenha tido aproximadamente 40 bilhões de neurônios.  Um pouco mais perto dos dias atuais, o Homo heidelbergensis viveu de cerca de 700.000 a 200.000 anos atrás e tinha uma capacidade craniana de cerca de 1290 cm3 e cerca de 76 bilhões de neurônios. Homo neaderthalensis, que vive de 400.000 a 40.000 anos atrás, tinha uma capacidade craniana comparável à dos humanos modernos em torno de 1500–1600 cm3, em média, com alguns espécimes de Neandertal tendo capacidade craniana ainda maior. Estima-se que os neandertais tenham cerca de 85 bilhões de neurônios. O aumento no tamanho do cérebro superou os neandertais, possivelmente devido a seus sistemas visuais maiores.
Também é importante notar que a medida da massa ou volume do cérebro, vista como a capacidade craniana, ou mesmo o tamanho relativo do cérebro, que é a massa cerebral expressa como uma porcentagem da massa corporal, não é uma medida de inteligência, uso ou função das regiões do cérebro. Neurônios totais, no entanto, também não indicam uma classificação mais alta em habilidades cognitivas.  Os elefantes têm um número maior de neurônios totais (257 bilhões) em comparação aos humanos (100 bilhões).  O tamanho relativo do cérebro, a massa global e o número total de neurônios são apenas algumas métricas que ajudam os cientistas a seguir a tendência evolutiva de aumento da relação cérebro / corpo através da filogenia de hominina.

## Evolução do neocórtex
Além do tamanho do cérebro, os cientistas observaram mudanças na dobra do cérebro, bem como na espessura do córtex. Quanto mais complicada é a superfície do cérebro, maior é a área da superfície do córtex que permite uma expansão do córtex, a parte evolutivamente mais avançada do cérebro.  A maior área de superfície do cérebro está ligada à inteligência superior, tal qual é o córtex mais espesso, mas há uma relação inversa - quanto mais espesso o córtex, mais difícil é a dobra. Em humanos adultos, o córtex cerebral mais espesso tem sido ligado à inteligência superior.
O neocórtex é a parte mais avançada e evolutivamente jovem do cérebro humano. Tem seis camadas de espessura e só está presente em mamíferos. É especialmente proeminente em seres humanos e é a localização do funcionamento de mais alto nível e capacidade cognitiva.  O neocórtex de seis camadas encontrado em mamíferos é derivado evolutivamente de um córtex de três camadas presente em todos os répteis modernos. Este córtex de três camadas ainda é conservado em algumas partes do cérebro humano, como o hipocampo, e acredita-se que tenha evoluído em mamíferos para o neocórtex durante a transição entre os períodos Triássico e Jurássico.  As três camadas desse córtex reptiliano correlacionam-se fortemente com a primeira, quinta e sexta camadas do neocórtex dos mamíferos. Em todas as espécies de mamíferos, os primatas têm maior densidade neuronal em comparação com roedores de massa cerebral semelhante e isso pode ser responsável pelo aumento da inteligência.